# Daniel Amartey
Daniel Amartey, född 21 december 1994 i Ghana, är en ghanansk fotbollsspelare (mittfältare/försvarare) som spelar för turkiska Beşiktaş.

## Karriär
Amartey har tidigare spelat i Inter Allies FC i Ghanas huvudstad Accra. Han kom till Sverige och Djurgården för första gången redan som 16-åring år 2011, efter att ha blivit upptäckt i en turnering i Ghana, men var för ung för att skriva kontrakt med klubben.. I januari 2013, kort efter att Amartey fyllt 18 år, skrev han på ett kontrakt med Djurgårdens A-lag. Amartey inledde som mittfältare men flyttades sedan ner som mittback. Den 18 juni 2014 blev det officiellt att Amartey lämnar Djurgården för danska FC Köpenhamn  med ett 5-årskontrakt. Övergångssumman mellan FC Köpenhamn och Djurgården offentliggjordes aldrig av respektive klubbar, men i svensk media spekulerades det om 15–20 miljoner svenska kronor. Amarteys tröjnummer i FC Köpenhamn blev 18, precis som i Djurgården.
Måndagen den 18 januari stod det klart att Premier League-klubben Leicester City värvat Amartey, 21 år gammal. Enligt källor som Leicester Mercury betalade Leicester motsvarande drygt 61 miljoner kronor för ghananen.
Samma år var han med och säkrade den sensationella ligatiteln för det engelska laget.
Den 21 juli 2023 värvades Amartey av turkiska Beşiktaş.

## Meriter
- Premier League-mästare: 2015–16 (med Leicester City)
- Finalist i Svenska Cupen 2013 med Djurgården